# 파울리 네발라
파울리 라우리 네발라(핀란드어: Pauli Lauri Nevala, 1940년 11월 30일 ~ 2025년 6월 20일)는 핀란드의 전 창던지기 선수로 1964년 도쿄 올림픽 금메달리스트이다.
포햐에서 태어난 그의 첫 국제 대회는 1962년 베오그라드에서 열린 유럽 선수권 대회였으며, 출전을 위하여 합격하는 라운드에서 탈락하였다.
다음 해는 7월 16일 헬싱키에서 던진 86.33m의 자신의 새로운 전력이자 국내 기록과 함께 자신이 창던지기 선수들의 더 높은 단계로 올라가는 것을 보았다. 이 기록은 당시 세계 기록 86.74m에 가장 가까웠다.
1964년의 올림픽 해에 네발라는 80m를 깨고 우승 후보로서 도쿄 올림픽에 들어가지 않는 등 주요 문제들이 있었다. 세계 기록 보유자 노르웨이의 테리예 페데르센이 탈락된 동안에 그는 쉽게 올림픽 출전을 제거하였다. 결승전에서 네발라는 시작부터 자신있게 던지고 그해에 자신의 최고 기록 82.66m의 4번째 던지기와 함께 이끌었다.
올림픽 이후에 네발라의 경력은 침체하였다. 부다페스트에서 열린 1966년 유럽 선수권에서 4위를 하였다. 1968년 멕시코시티 올림픽에서 자신의 올림픽 타이틀을 보유하려 한 시도는 그의 가장 긴 투척이 논쟁적으로 납작해지고, 결승전 진출에 실패로 출전 라운드에서 단축되었다.
1969년 테우바에서 던진 91.40m에서 절정에 올라, 결국 다수에 자신의 6년 개인 전력을 깨면서 그의 경력은 주요 소생을 가졌다. 그해 유럽 선수권에서 네발라는 소련의 야니스 루시스에게 밀려 은메달을 땄다.
1970년 네발라는 55개 경연의 50개를 우승한 세계에서 틀림없는 최고의 창던지기 선수였다. 그는 5개의 경연에서 90m 이상, 32개의 경연에서 85m 이상, 52개의 경연에서 80m 이상을 던졌다. 그의 시즌의 톱 10개의 수준은 90.12m 이었고, 전시즌의 수준은 85.86m 이었다. 9월 6일 헬싱키에서 던진 92.64m의 최고 전력은 요르마 킨누넨의 세계 기록보다 6cm 만이 짧았다. 그해의 세계에서 최고 상연에 추가로 네발라는 트랙 앤드 필드 뉴스에 의하여 최고의 창던지기 선수로 뽑혔다.
1971년 코트디부아르 아비장에서 열린 자신에게 그해의 가장 첫 경연에서 어깨 부상을 당하여 그의 경력이 갑자기 끝나고 말았다.